# Dale Crover (EP)
Dale Crover è un EP dei Melvins, più precisamente dell'omonimo batterista della band. Fa parte di una trilogia di EP, che prendendo spunto dall'ammirazione che la band ha per i Kiss, ricalca in buona parte quello che era stato fatto dai Kiss stessi nel 1978, cioè la pubblicazione di un disco per ogni componente del gruppo.

## Formazione
- Dale Crover - voce, chitarra, batteria
- Debbi Shane - basso, cori

## Tracce
Testi e musiche di Dale Crover.
1. Hex Me – 1:14
2. Dead Wipe – 2:47
3. Respite – 4:16
4. Hurter – 4:22

Durata totale: 12:39